# Teilindex
Ein Teilindex oder Subindex ist ein Index, der die Kursentwicklung respektive die Performance einer nach bestimmten Kriterien ausgewählten Teilmenge eines größeren Indexes (meist eines Aktienindexes) repräsentiert.

## Motivation
Oft sind die in der Praxis verwendeten Warenkörbe äußerst umfangreich. Daher fasst man Gruppen ähnlicher sowie zusammengehöriger Waren zu Teilwarenkörben zusammen. Teilindizes, die mithilfe dieser Teilwarenkörbe ermittelt werden können, haben bei geeigneter Gruppierung der Waren einen spezifischen ökonomischen Aussagegehalt.

## Beispiele
- Der DivDAX enthält die dividendenstärkere Hälfte aller Werte des DAX.
- Die Indizes der Familie STOXX Europe 600 Supersectors sind als Teilindizes aus dem STOXX Europe 600 abgeleitet.[2]